# Buriano (Quarrata)
Buriano is een plaats (frazione) in de Italiaanse gemeente Quarrata.